# Christian Thonhofer
Christian Thonhofer (ur. 26 maja 1985 w Wiedniu) – austriacki piłkarz grający na pozycji pomocnika lub obrońcy.

## Kariera
Karierę rozpoczynał w 2002 roku w Admirze Wacker Mödling. W sezonie 2005/06 zagrał w 28 meczach i zdobył dwie bramki; przeniósł się do Rapidu Wiedeń. W pierwszym sezonie w Wiedniu wystąpił w sześciu meczach. Wobec problemów Rapidu z linią obrony został przekwalifikowany na obrońcę. W sezonie 2010/2011 był wypożyczony do SC Wiener Neustadt. W 2012 roku przeszedł do Wolfsberger AC. Następnie występował w zespołach SV Wimpassing, SC-ESV Parndorf 1919, SK Austria Klagenfurt oraz Karabakh Wiedeń. W 2018 roku zakończył karierę.
W Bundeslidze rozegrał 203 spotkania i zdobył 5 bramek.